# 里德学院
里德学院（英語：Reed College）是一所坐落在美国俄勒冈州波特兰市西南的一所私立文理学院。建立于1908年的里德学院，拥有都铎-哥特式的建筑，以及一个坐落在校园中心的森林峡谷自然保护区；在教学上，里德学院拥有大一必须参加的人类学项目，大四学年必须的论文项目，以及一个私立本科高校仅有的学生运营的核反应堆用以进行科学实验。里德学院因其极高的博士学位及其他高学位毕业去向率而闻名。
該大學培養出過32位羅德學者、50多位福布萊特學者及兩位麥克阿瑟獎得主。

## 歷史

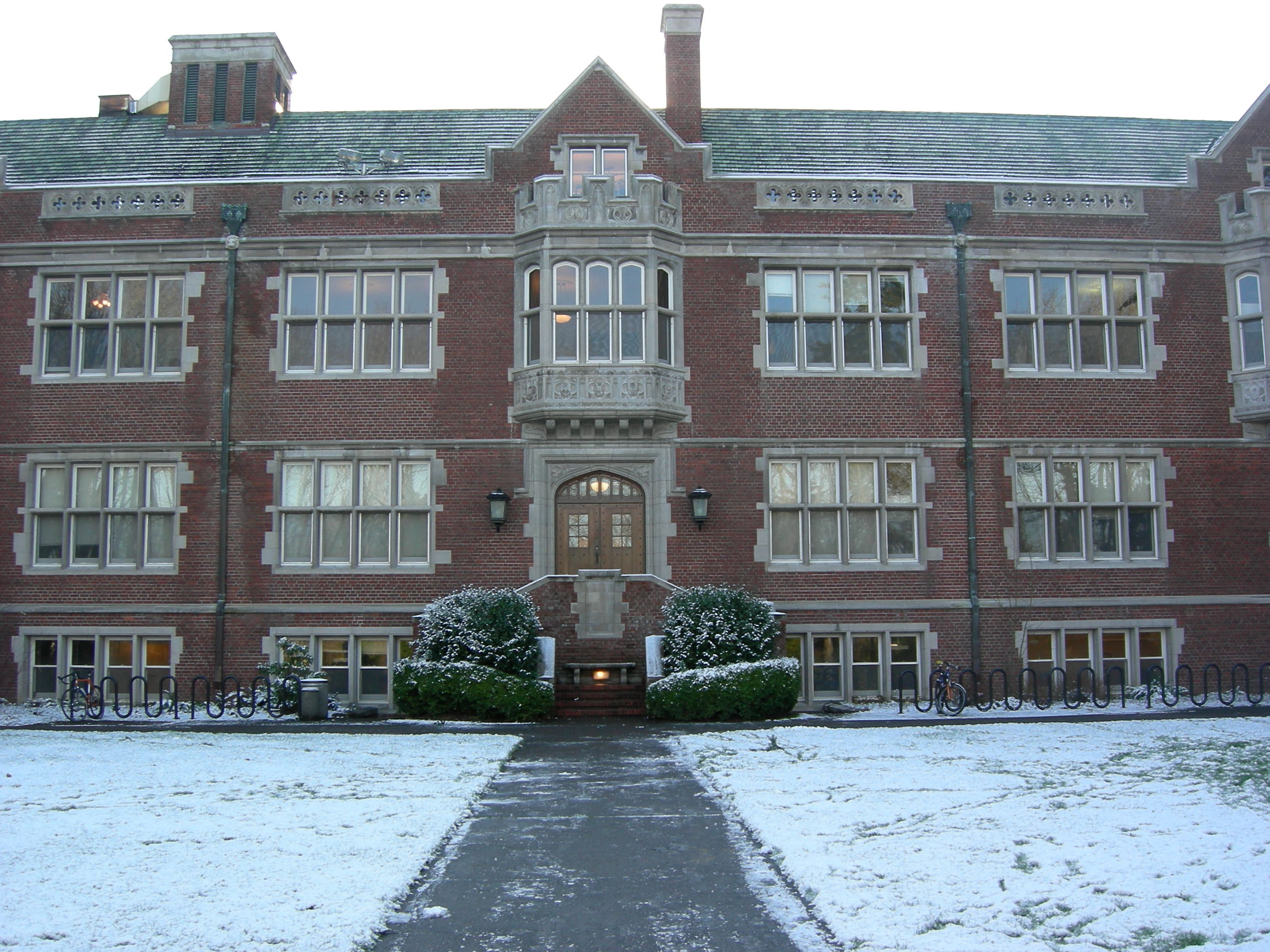
學院雪景

里德學院創立於1908年，1911年開課。“里德”一名是用來紀念俄勒岡州企業家西米恩·甘尼特·里德和他的妻子阿曼達。 前者的遺願是要他的妻子捐出一部分地產來發展波特蘭的藝術，或幫助波特蘭人民過得更加幸福。 該校第一任校長是貝茨學院和鮑登學院的教授威廉·特魯芬特·福斯特（1910年至1919年在任）。其模式不同于東海岸的常春藤盟校，校內沒有美國大學常見的體育隊、兄弟會等組織，而是提供學生大量的學習、教育時間。

## 學術

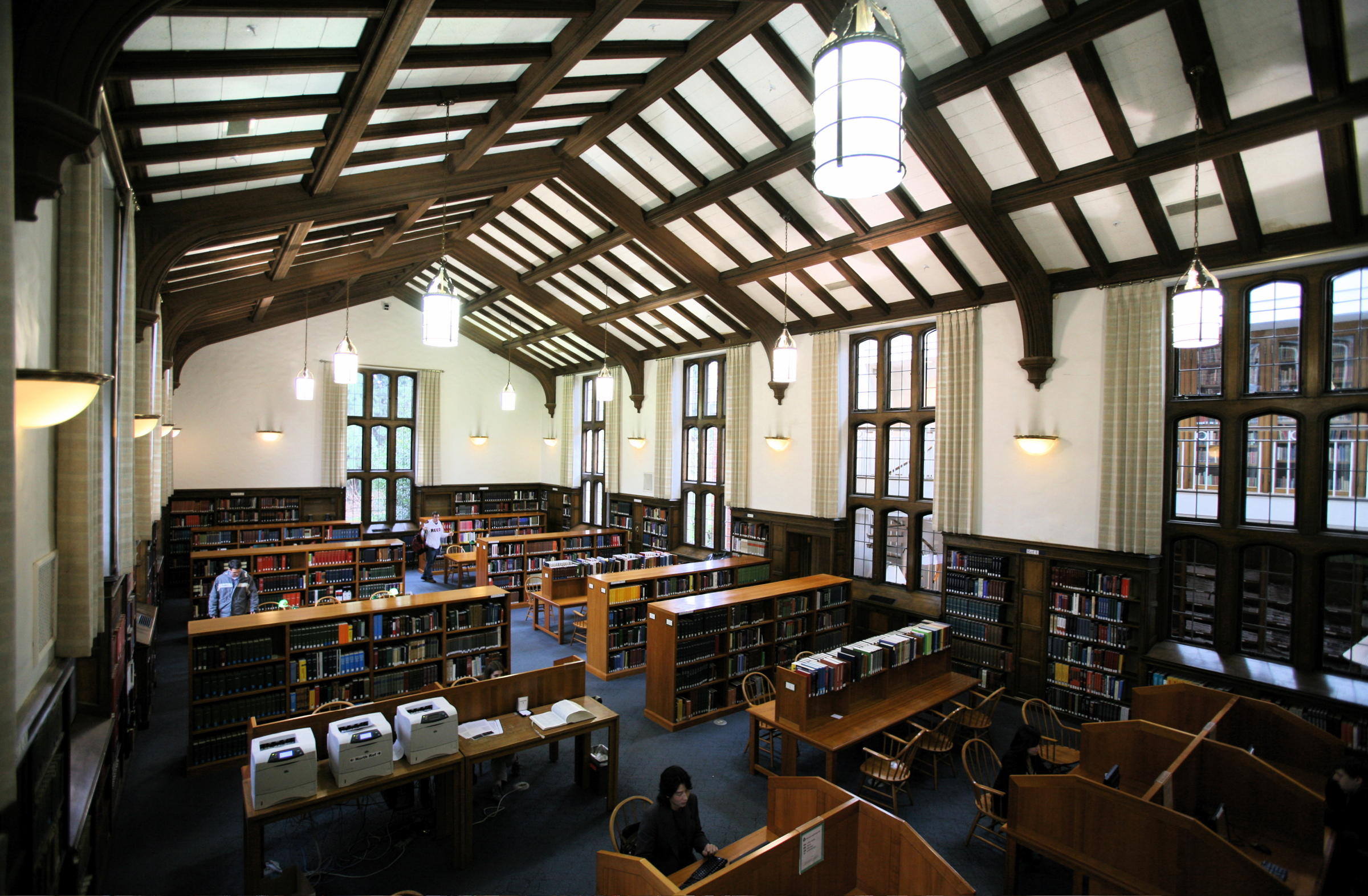
學院圖書館（Eric V. Hauser Memorial Library）內景

1995年，該學院曾經拒絕參加《美國新聞和世界報道》的大學排名，是第一個拒絕參加該排名的大學，原因是1994年《華爾街日報》爆料稱有大學偽造數據以提高各自的排名，然而《美國新聞和世界報道》並未將其除名。
該學院的師生比為1:9。錄取率在30%左右。作為美國最貴的學院之一，2018/19年學費高達70,550美元。

## 争议

### 毒品
自1960年代以來，里德學院就因縱容學生吸食藥物而知名。《大学入学内部指南》報道：“據學生們說，除非已經有學生遭到傷害或被騷擾，該學校不會用與藥物或酒有關的原因開除學生”。
2008年4月，一名名叫艾利克斯·路迟（Alex Lluch）的學生因在學校宿舍內吸食海洛因過量死亡，由此牽連出許多類似的舊案。校長科林·戴弗（Colin Diver）表示他不清楚路迟事件屬於個例還是冰山一角，但他又說：“當人們談及里德的時候，總有兩個詞會出現在他們的腦海中，一個是頭腦，一個是毒品”。《维拉麦特周报》的記者表示：“里德學院，作為全美學術聲譽最高的私立學校的一份子，是僅存的幾所給予學生幾乎無限度的吸毒自由的學校之一，而且政府部門還視之不見”。
同樣的事件再度發生於2010年3月，當局這才決定進行干涉。2012年2月，里德學院報警稱“學生宿舍裡有兩個大三學生”擁有兩至三磅大麻和一些少量LSD等致幻劑。在經過校內辯論之後，校長科林·戴弗向全體學生及教員發出公開信，稱學院再也不會容忍吸毒的行為了。

### 性犯罪
《华盛顿邮报》2014年调查显示里德学院学生中强奸报案率为12.9/1000人，是所有美国大学中主校区强奸案报案率最高的。但这到底是因为学院鼓励学生勇于面对性犯罪还是本身存在高犯罪率尚有争议。

## 校區

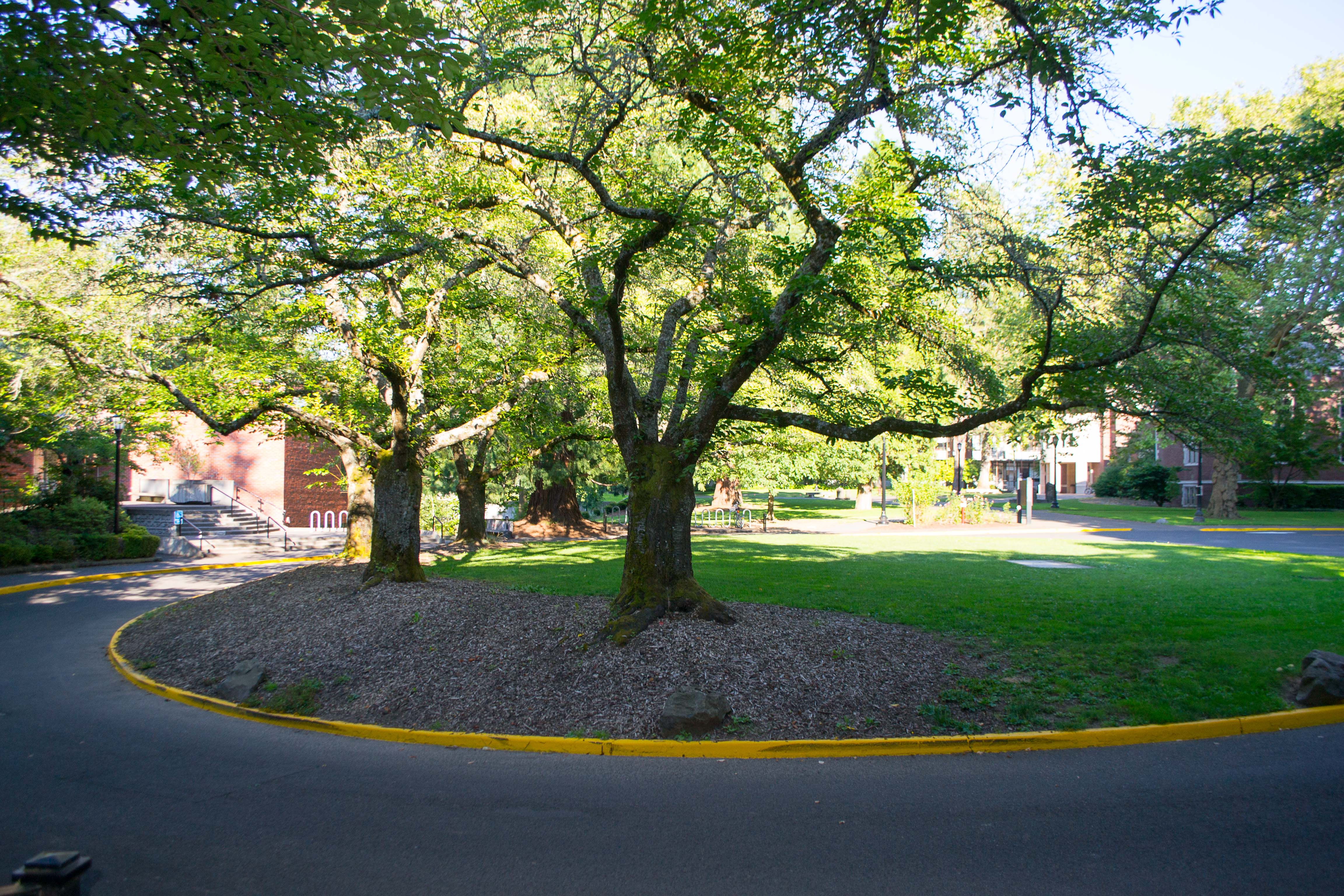
校園

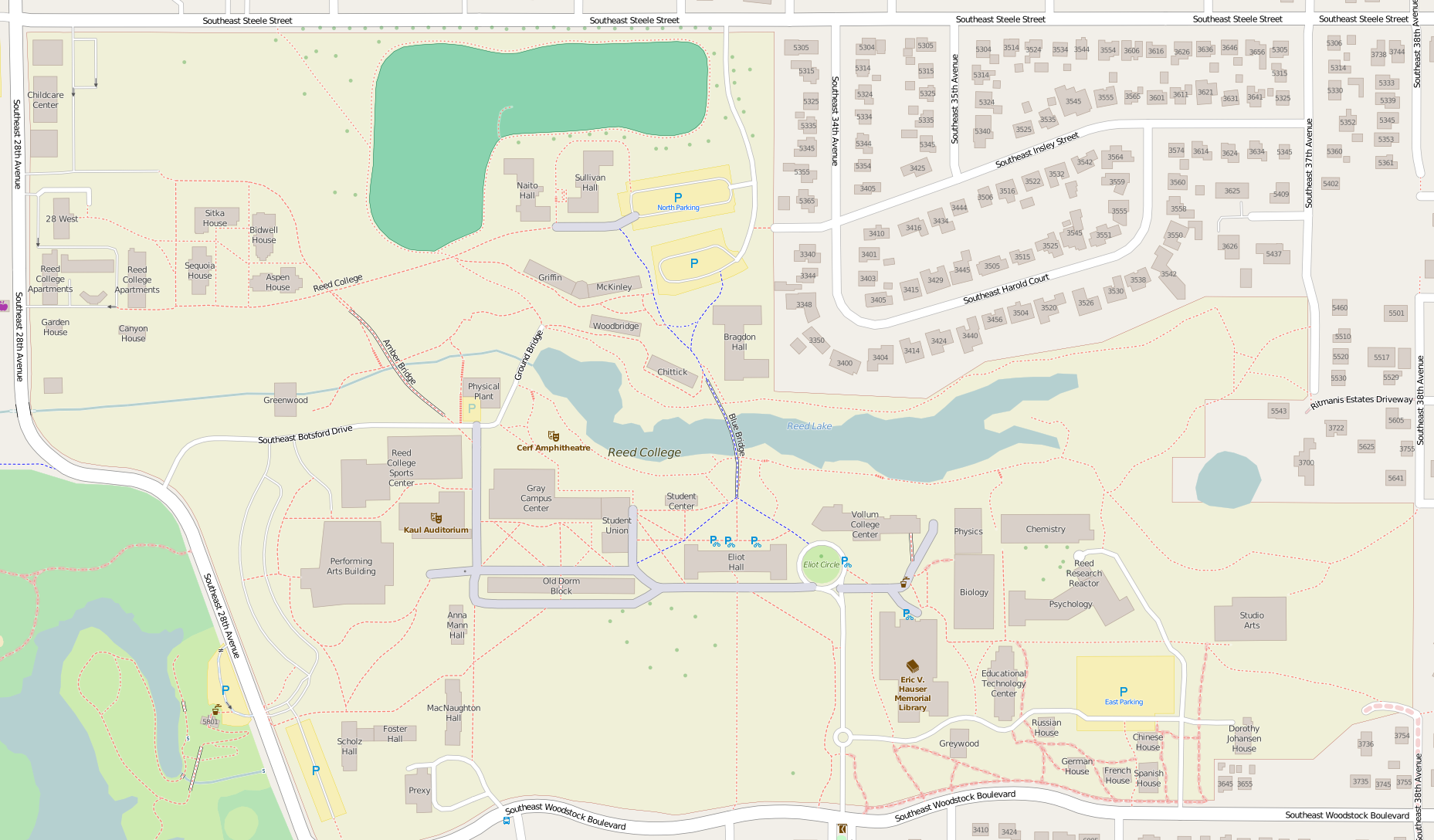
地圖

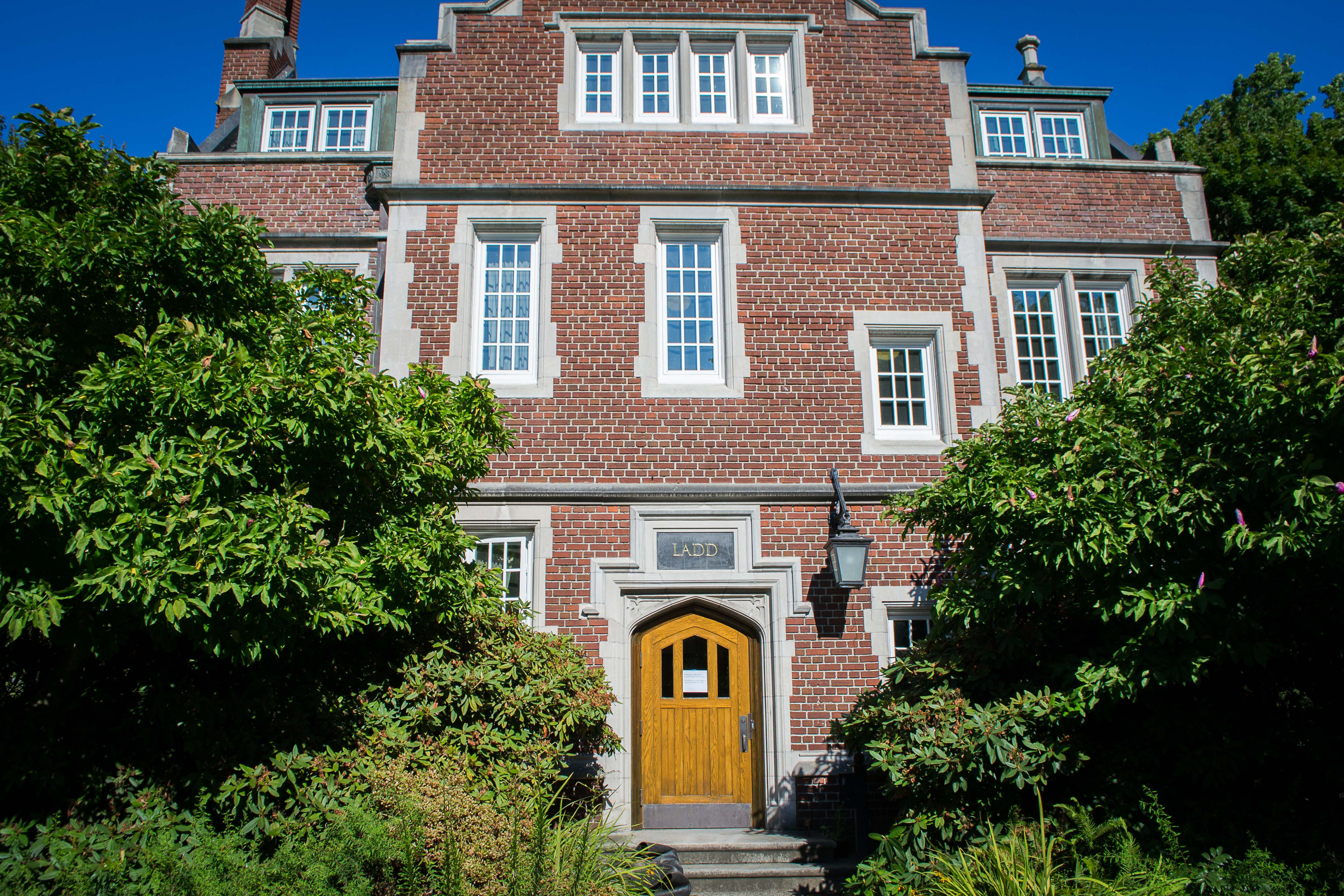
學生宿舍Old Dorm Block

該學院位於波特蘭東南方，佔地面積達116英畝（0.47平方），其中包括一片叫做里德峽谷（Reed Canyon）的濕地。該學院共有18所宿舍，可為946名學生提供住宿。

## 知名校友
詹姆斯·比尔德、霍普·兰格、史蒂夫·乔布斯曾在此就读，但最终辍学。李公朴也曾在该校就读。著名毕业生包括丹尼爾·卡特基、彼得·諾頓。